# Proboscidea triloba
Proboscidea triloba ist eine Art der Gattung Proboscidea aus der Familie der Gemsenhorngewächse (Martyniaceae). Sie entstammt der Neuen Welt.

## Beschreibung

### Habitus
Proboscidea triloba lebt als Sommerannuelle und entspringt einer kräftigen Pfahlwurzel. Der Stängel wächst niederliegend bis aufrecht.

### Vegetative Merkmale
Die Laubblätter wachsen gegenständig bis halb-gegenständig, der Stiel wird zwischen 15 und 30 cm lang. Die Blattspreite ist dreieckig bis breit-eiförmig und bis 12 cm lang, das Blattende ist spitz, die Blattbasis ist eingeschnitten bis herzförmig und gleichseitig bis ungleichseitig. Der Blattrand ist glatt oder schwach dreilappig bis tief gefingert. Die Schnitttiefen der einzelnen Blattfinger reichen von 0–90 %, die Segmente selbst wiederum sind oft wellig gebuchtet.

### Generative Merkmale
Der Blütenstand ist vielblütig und überragt das Laub, der Stiel wird bis 50 cm lang. Die Tragblätter sind linealisch bis verkehrt-lanzettlich. Die Blüten verströmen einen starken Moschusduft. Die Blütenstängel werden bis 15 mm lang. Die Vorblätter sind 2–4 cm lang, die Kelchblätter werden 10–24 mm lang, die Sepalen sind zu 50–75 % ihrer Länge freistehend. Die Blütenkrone wird 45 mm lang und ist innenseitig lavendelfarben mit rostroten bis dunkel purpurnen Flecken, die im Eingangsbereich verteilt sind. Auf der Innenseite der Blumenkrone befinden sich außerdem gelbe Saftmale. Auf den oberen Loben befindet sich ein großer, purpurner Fleck, auf den mittleren und unteren, lavendelfarbenen Loben befinden sich purpurne Streifen und Flecken. Die Blütezeit währt von Juni bis September.
Die Fruchtkapsel ist dunkelgrau bis schwarz und länglich-elliptisch und flachgedrückt, der Fruchtkörper wird bis 6 cm lang. Der Fruchtschnabel wird bis 7 cm lang. Die Samen sind dunkelbraun bis schwarz, 7,5–10 mm lang, 4–6 mm breit und elliptisch bis eiförmig.

## Verbreitung
Proboscidea triloba wächst in Guatemala, Kolumbien und Mexiko.

## Systematik
Proboscidea triloba wurde 1830 von den deutschen Botanikern Diederich Franz Leonhard von Schlechtendal und Adelbert von Chamisso als Martynia triloba erstbeschrieben. 1865 stellte Joseph Decaisne die Art in die Gattung Proboscidea.  Sie sieht Proboscidea fragrans recht ähnlich und ihre beiden Unterarten sind allopatrisch.
- Proboscidea triloba (Schltdl. & Cham.) Decne.: Uñas de Gato, Torito; Syn.: Martynia triloba Schltdl. & Cham., Proboscidea botteri Decne., Proboscidea confusa Van Eselt., Martynia confusa Van Eselt.. Mit den Unterarten:
  - Proboscidea triloba subsp. triloba
  - Proboscidea triloba subsp. diversifolia Hevley.[1]